# Comitè de vigilància de Montmartre

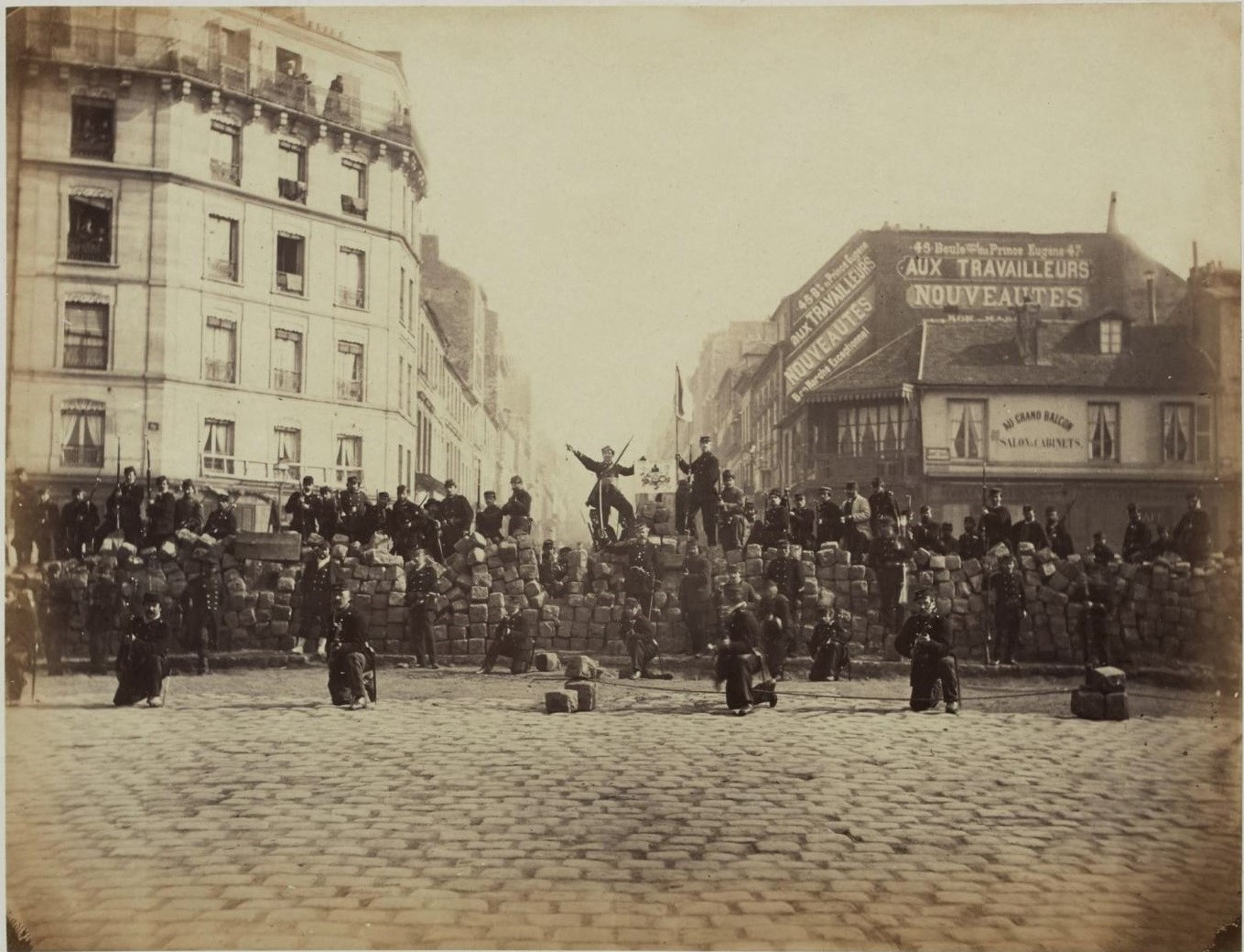
Una barricada a la revolta del 18 de març de 1871.

El Comité de Vigilància de Montmartre també anomenat Comité de Vigilance du XVIIIe arrondissement  era una associació política amb domicili a la rue de Clignancourt poc abans del setge de París, actiu durant la Comuna de París. Estretament associat amb l'Associació Internacional de Treballadors, els seus membres tenien fortes connexions amb l'anarquisme i les diverses tendències socialistes de l'època, particularment aquelles representades per Karl Marx, Mikhail Bakunin, i Auguste Blanqui.
La declaració de la Tercera República a París el 4 setembre 1870 va marcar l'auge gairebé immediat dels clubs polítics. En actuar com a pols de coordinació, discussió i preparació, els comitès de tesi i clubs venien a tenir un paper important en la creació, el desenvolupament i la defensa de la futura Comuna de París. El 15 de setembre, vint dels comitès de tesi es van organitzar al voltant d'un programa comú. Més enllà també de la simple agitació van contribuir a l'administració dels diversos districtes compresos en el caòtic setge de París. Els comitè de tesi més radical notòriament fou el Comitè de Vigilància del Districte XVIII, més conegut com el Comitè de Vigilància de Montmartre.
Compost per activistes procedents de gairebé tots els segments de l'espectre radical, el Comitè de Vigilància incloïa figures tan notables com Louise Michel, feminista reconeguda, escriptora i anarquista, Théophile Ferré, membre electe de la Comuna de París, que més tard va fer una crida a la crema del ministeri de Finances i va ordenar l'execució de sis ostatges, entre ells l'arquebisbe de París, en represàlia per l'execució sumària d'innombrables comunards pel govern de Versalles, Paule Minck, una feminista organitzadora responsable de la fundació d'una escola gratuïta a l'Església de Saint Pierre de Montmartre, Anne Jaclard, una anarquista que es va negar a casar-se amb Dostoevski, era membre de la secció russa de l'Associació Internacional de Treballadors, i cofundadora del diari radical La Social, i Jules-Henri-Marius Bergeret, que encarnava l'esperit de lideratge de la Comissió i el moviment revolucionari en el seu conjunt.
Montmartre, que es va incorporar a París oficialment com a districte només el 1860, llargament fora tant del sistema fiscal de París, així com de l'autoritat estricte de la policia, s'havia transformat en un paradís per als no-conformistes, criminals i dissidents. Per tant, un terreny fèrtil condició necessària per al sorgir de clubs dels treballadors més radicals i comitès d'acció política. La derrota de l'exèrcit francès i la humiliant armistici negociat per la República el gener de 1871 va produir una atmosfera d'ira i ressentiment que planava sobre tot París. Després d'haver sacrificat tant per la defensa de la capital, els treballadors parisencs vehementment criticaven la Tercera República i als conservadors i monàrquics que la componien. En gran manera aquest augment espontani de l'activitat política popular impulsà als comitès que creixeren al voltant de la ciutat. Una insurrecció era imminent.
El Comitè de Vigilància de Montmartre, ben preparat per la molt esperada revolució popular, va tenir un paper crucial en la defensa dels canons emmagatzemats al turó de Montmartre, l'esdeveniment que va iniciar la guerra civil i la posterior creació de la Comuna. Però aquests Comitès estaven lluny de ser Milícies estàndard: fins i tot abans del 18 de març, els comitès respectius començaren a supervisar els diferents districtes, secularitzant i ampliant l'educació, l'assistència en la gestió dels assumptes governamentals, contribuint a l'organització de la defensa de la ciutat, proporcionant serveis socials i de socors, difonent propaganda, i facilitant la comunicació. En molts sentits, els comitès exemplificaven el principi comunard d'associació federal. Amb massa dificultats per gestionar tota la ciutat com una sola la Comuna necessità l'existència de la coordinació descentralitzada dels comitès.
Malgrat el paper important en la història de la Comuna, els mateixos comitès sovint es troben ells mateixos endarrerint-se darrere la marea creixent de la revolució popular. El 18 de març, després d'haver estat donades ordres de disparar contra la multitud reunida a la Butte (Montmartre), el general Lecomte, l'oficial enviat a recuperar els canons i restablir l'ordre, es va veure arrestat pels seus propis homes i ràpidament va ser portat a la presó propera. Notificat de la situació potencialment explosiva, el Comitè de Vigilància de Montmartre immediatament envia una ordre al comandant de la Guàrdia Nacional responsable del general, l'ordre d'alerta per mantenir el control i custodiar al presoner fins que pogués ser portat a judici. Però l'assumpte era ja fora de les seves mans. La multitud enfurismada va exigir la mort del General i els seus propis soldats el van llançar contra una paret i li van disparar. La Comuna era, doncs, tant producte de l'organització com de l'espontaneïtat.
El Comitè va seguir funcionant fins al final de la Comuna, molts de membres lluitaren i moriren en les barricades. Els supervivents van ser executats, com Théophile Ferré, o, com Louise Michel, forçats a l'exili.